# 庫卡斯湖
66°27′19″N 31°29′44″E / 66.45528°N 31.49556°E
庫卡斯湖（俄语：Кукас），是俄羅斯的湖泊，位於該國西北部，由卡累利阿共和國負責管轄，長29.3公里、寬3.5公里，面積39.6平方公里，海拔高度95米，湖岸線長度70公里，集水區面積176平方公里。